# Marie-Noëlle Lienemann
Pour les articles homonymes, voir Lienemann.
Marie-Noëlle Lienemann, née le 12 juillet 1951 à Belfort, est une femme politique française.
Membre du Parti socialiste à partir de 1971, elle a occupé plusieurs mandats locaux (adjointe au maire d’Hénin-Beaumont et de Massy, conseillère régionale du Nord-Pas-de-Calais, conseillère générale de l’Essonne, maire d’Athis-Mons) et a également été députée, députée européenne, ministre déléguée au Logement et au Cadre de vie dans le gouvernement de Pierre Bérégovoy, secrétaire d’État au Logement dans le gouvernement de Lionel Jospin.
Elle est sénatrice de 2011 à 2023. En 2018, elle quitte le PS — qu'elle ne trouve plus assez à gauche — pour fonder le parti Gauche républicaine et socialiste (Alternative pour un programme républicain, écologiste et socialiste) et se rapprocher de La France insoumise puis du Parti communiste français.

## Biographie

### Origines et vie familiale
Marie-Noëlle Lienemann est née le 12 juillet 1951 à Belfort dans le Territoire de Belfort,. Catholique pratiquante, elle est mariée à un ancien membre du PS passé au Parti de gauche, Patrice Finel, et mère de deux enfants.

### Études et formation
Marie-Noëlle Lienemann a suivi ses études secondaires aux lycées de jeunes filles de Belfort, Fustel-de-Coulanges de Massy, Lakanal à Sceaux et Fénelon de Paris. Ancienne élève de l’École normale supérieure Paris-Saclay en chimie (promotion 1972), elle est titulaire d’un diplôme d'études approfondies en physique-chimie obtenu à l’université Paris-Saclay.

### Carrière professionnelle
De 1978 à 1983 Marie-Noëlle Lienemann exerce les fonctions de professeur de physique dans plusieurs collèges puis elle enseigne à l’Institut universitaire de formation des maîtres de Versailles. Actuellement[Quand ?], elle est mise à disposition du Conservatoire national des arts et métiers et de l'université Paris-Sorbonne où elle donne des cours d’urbanisme et d’environnement.

### Parcours politique
Marie-Noëlle Lienemann adhère au Parti socialiste en 1971, proche du Centre d'études, de recherches et d'éducation socialiste et participe au Congrès d'Épinay. En 1973, elle devient secrétaire national des Étudiants socialistes. En 1974, elle rejoint le courant organisé autour de Michel Rocard. En 1979, elle est élue adjointe au maire à Massy et conseillère générale du canton de Massy dans le département de l’Essonne.

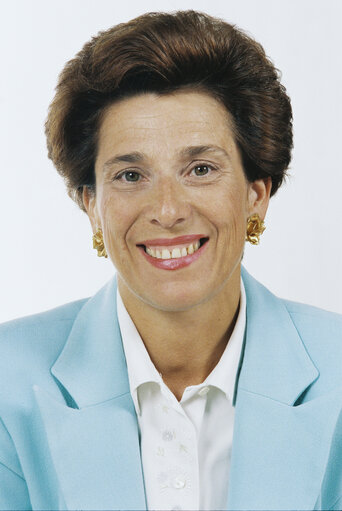
Portrait officiel de députée européenne.

En 1981, elle ne soutient pas la candidature interne de François Mitterrand. En 1983 elle quitte le courant rocardien, au moment où la Première Gauche se retrouve face à des difficultés que la Deuxième avait prévues, elle refuse la théorie de la « parenthèse » et condamne la dérive gestionnaire du Parti socialiste. Avec Alain Richard et Jean-Pierre Worms, elle dépose une motion au congrès de Bourg-en-Bresse « Du bon usage de la rigueur », qui recueille 5 % des voix et créa le courant « AGIRS » (À Gauche pour l’Initiative, la Responsabilité et la Solidarité). En 1984 elle est élue député européen dix-neuvième sur la liste nationale conduite par Lionel Jospin et Michel Rocard. En 1988 elle abandonne ce siège à la suite de son élection de députée de la septième circonscription de l'Essonne. Poursuivant son implantation locale, elle devient en 1989 maire d’Athis-Mons dans cette même circonscription.
En 1990, au congrès de Rennes, sa motion « SESAME » (Sensibilité européenne socialiste autogestionnaire mondialiste écologiste) n’obtient que 0,6 % des voix. Elle se rallie ensuite au courant de Laurent Fabius. La même année, elle fait partie des rares parlementaires à s’élever contre la guerre du Golfe[réf. nécessaire]. En 1991, elle participe avec ses collègues essonniens Jean-Luc Mélenchon et Julien Dray à la fondation du courant « Gauche socialiste ». En 1992 elle est nommée ministre déléguée au Logement et au Cadre de vie dans le gouvernement de Pierre Bérégovoy, cette année-là elle est mise en difficulté dans l’affaire des « Maliens de Vincennes », crée le haut comité pour le logement des plus démunis, propose des mesures législatives contre les abus de certains marchands de biens et contre la corruption dans l’urbanisme. Elle garde son poste jusqu’en 1993, date où elle perd son siège de députée contre Jean Marsaudon (RPR) avec 44,71 % des voix. En 1992, elle entre en conflit avec trois élus essonniens, dont son ancien mentor à la mairie de Massy, Claude Germon, ainsi que Jacques Guyard, député-maire d’Évry et Guy Briantais, maire de Courcouronnes, dénonçant leur gestion urbanistique. En 1995, sa liste est réélue dès le premier tour à Athis-Mons. En 1997, défaite une seconde fois dans la septième circonscription de l’Essonne avec 49,57 % des voix, elle redevient députée européenne, réélue en 1999 huitième sur la liste de François Hollande et devient alors vice-présidente du Parlement européen.
En 2001, elle est réélue maire d’Athis-Mons avec 48,36 % des voix dans le cadre d’une triangulaire favorable mais quitte ce siège pour entrer au gouvernement de Lionel Jospin en qualité de secrétaire d’État au Logement. En 2002, un an après avoir quitté la mairie d’Athis-Mons, elle annonce briguer un siège de députée à Béthune, déclenchant la colère des militants de la septième circonscription de l’Essonne. Après l’échec du 21 avril, elle est battue, par le candidat UMP André Flajolet, de près de 500 voix avec 49,46 % des suffrages au deuxième tour des élections législatives de 2002 dans la neuvième circonscription du Pas-de-Calais,. Elle critique ensuite sévèrement l’action de Lionel Jospin dans le livre Ma part d’inventaire. Lors de la scission de la Gauche socialiste, elle fait le choix de rejoindre la majorité nationale autour de François Hollande pour le congrès de Dijon. Elle défend cependant le « non » au référendum interne du Parti socialiste sur la Constitution européenne et fait partie des fondateurs de l’association « Ambition Europe » avec Paul Quilès, André Laignel, Manuel Valls, et Jean-Pierre Balligand[réf. nécessaire].
En 2004, elle est deuxième sur la liste d’Henri Weber pour les élections européennes et elle devient conseillère régionale de Nord-Pas-de-Calais, dixième sur la liste de Daniel Percheron qui obtint 51,84 % des suffrages, vice-présidente du conseil régional et à nouveau députée européene. En 2005 au congrès du Mans, elle fait partie des premiers signataires de la motion « Rassembler à gauche » derrière Laurent Fabius, avec Jean-Luc Mélenchon, Alain Vidalies et André Laignel, qui remporte 21,17 % des voix. Elle le soutient ensuite à la candidature pour l’investiture socialiste à la présidentielle 2007, celui-ci obtenant 18,66 % des suffrages. En juin 2007, après la défaite de Ségolène Royal à l’élection présidentielle, elle signe un appel à rénover la gauche (Gauche Avenir), avec d’autres personnalités du Parti socialiste et du Parti communiste (Paul Quilès, Jean-Claude Gayssot, Francis Wurtz…). Très critique sur la campagne de la candidate socialiste à la présidentielle 2007, elle édite un livre Au revoir, Royal. Le 19 novembre 2007, Marie-Noëlle Lienemann est élue à l’unanimité par le conseil fédéral de la fédération socialiste du Pas-de-Calais pour diriger la liste socialiste aux élections municipales de 2008 à Hénin-Beaumont[réf. nécessaire]. En 2008, seconde sur la liste conduite par Gérard Dalongeville qui obtient 51,94 % des voix dans une triangulaire défavorable, elle devient adjointe au maire à Hénin-Beaumont, poste qu’elle quitte en 2009 à la suite de désaccords avec le maire et ses pratiques (elle dénonce, entre autres, des « pratiques inacceptables » et des comptes « insincères ») et perd son siège de députée européenne. Au congrès de 2008 du Parti socialiste, elle est la première signataire d’une contribution et signe ensuite en septembre 2008 la motion présentée par Benoît Hamon au congrès de Reims Un monde d’avance : reconstruire l’espoir à gauche. En 2010 elle n’est pas candidate au conseil régional de Nord-Pas-de-Calais mais entreprend des démarches pour être en position éligible en Île-de-France, notamment en Seine-et-Marne. En 2010, son nom est évoqué pour être tête de liste lors des élections municipales de 2014 à Amiens. Elle est investie et élue en quatrième position de la liste d’union de la gauche pour les élections sénatoriales de 2011 à Paris.

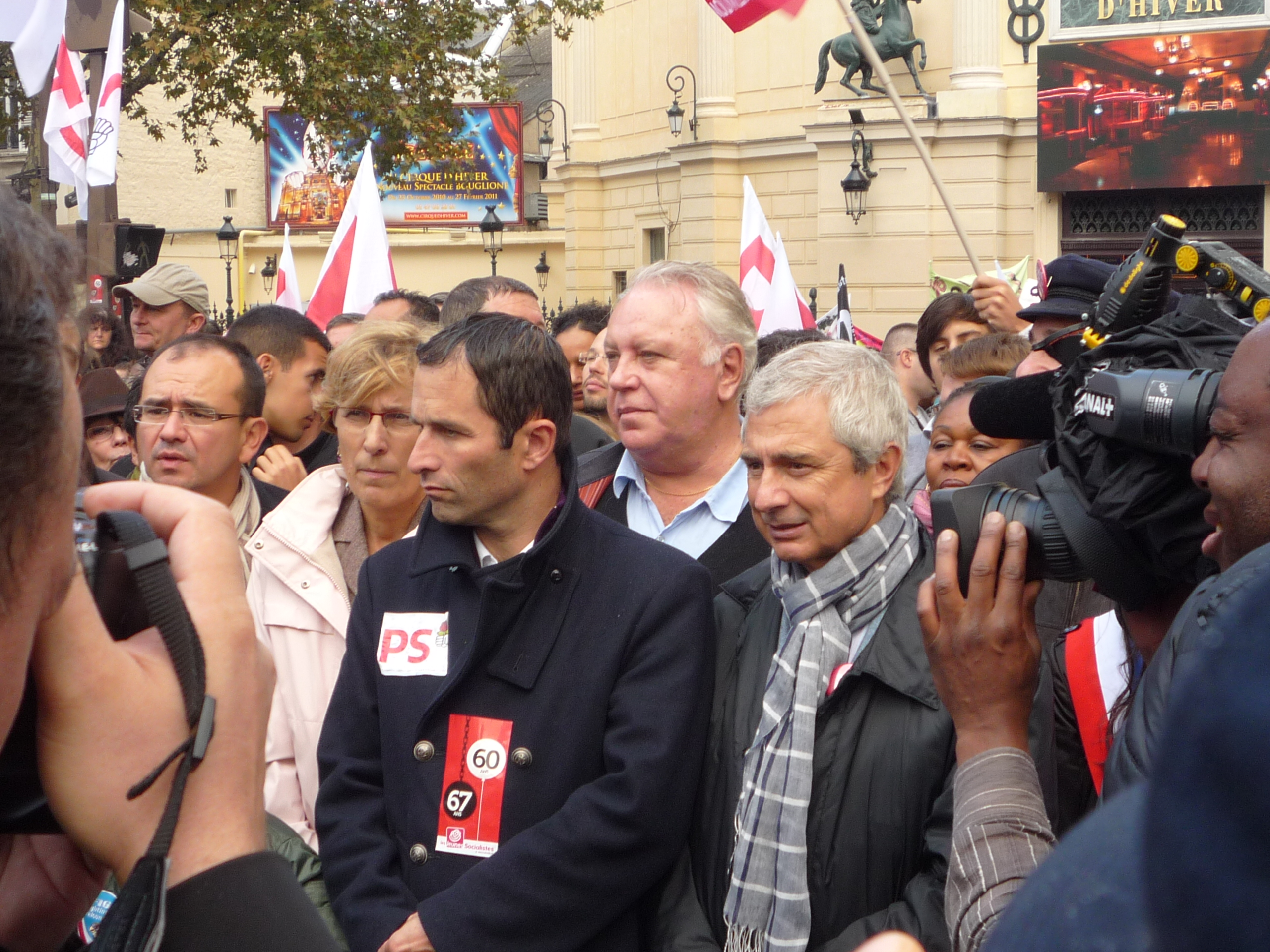
Marie-Noëlle Lienemann aux côtés de Benoît Hamon et Claude Bartolone lors de la manifestation contre la réforme des retraites en 2010.

En campagne pour la primaire citoyenne de 2017, elle renonce à déposer sa candidature en décembre 2016. Après la victoire de Benoît Hamon à la primaire, elle est chargée du pôle « services publics » dans le cadre de sa campagne présidentielle,,.
Pour les élections sénatoriales de 2017, elle est quatrième sur la liste PS à Paris où elle est réélue sénatrice pour un second mandat.
Le 13 octobre 2018, elle décide de quitter le Parti socialiste avec Emmanuel Maurel en vue de former un nouveau parti incluant le MRC. Ils fondent alors le parti Alternative pour un programme républicain, écologiste et socialiste (APRÉS), en compagnie de 650 élus, cadres et militants socialistes, comme les anciens députés Gaëtan Gorce et Christophe Premat, le maire de la Seyne-sur-Mer Marc Vuillemot ou encore le chercheur Rémi Lefebvre. L'APRÉS devient en 2019 la Gauche républicaine et socialiste.
Pour l’élection présidentielle française de 2022, elle se rallie à la candidature de Fabien Roussel. Par ailleurs, elle apporte son parrainage d'élue à Jean-Luc Mélenchon.
Pour les élections européennes de 2024 en France, elle soutient la liste « Gauche unie pour le monde du travail soutenue par Fabien Roussel », qui réunit le Parti communiste français, la Gauche républicaine et socialiste, le Mouvement républicain et citoyen, Les Radicaux de gauche et le mouvement L'Engagement, parti fondé par Arnaud Montebourg.

## Synthèse des fonctions politiques
Tour à tour ministre, secrétaire d’État, députée nationale, députée européenne, sénatrice, conseillère régionale, maire, adjointe au maire, Marie-Noëlle Lienemann est l'une des rares femmes politiques à avoir exercé un grand nombre de mandats de la République.

### Mandats européens

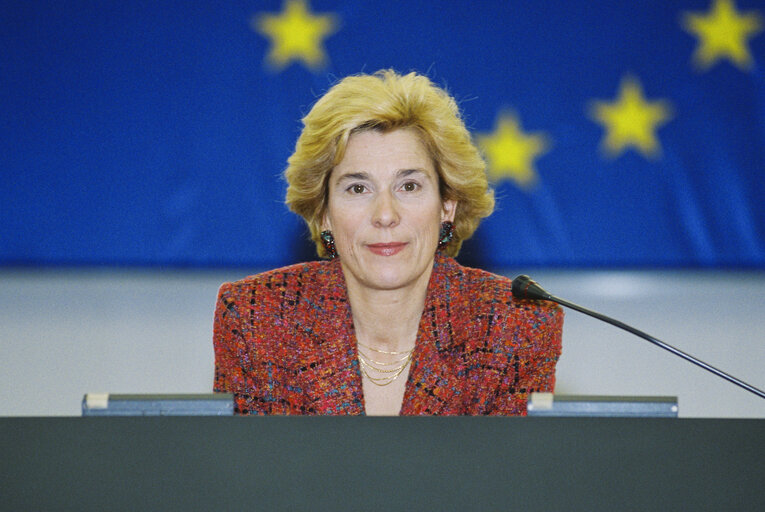
Marie-Noëlle Lienemann présidant une séance en 2001.

#### Députée européenne
Marie-Noëlle Lienemann fut élue député européen à la suite des élections de 1984 sur la liste nationale conduite par Lionel Jospin. Elle quitta ce siège en 1988 à la suite de son élection au Palais Bourbon. À la suite d'une démission, elle redevint député européen en 1997. Lors des élections de 1999, elle fut réélue sur la liste conduite par François Hollande et devint vice-présidente du Parlement européen. Elle quitta une nouvelle fois ce siège en 2001 à la suite de sa nomination au gouvernement. Les élections de 2004 lui permirent de retrouver son siège de député, représentant la région Nord-Ouest, elle siégeait alors à la commission Environnement et Santé,. Elle ne se représenta pas lors des élections de 2009.

### Fonctions ministérielles

#### Ministre déléguée au Logement et au Cadre de vie
Le 2 avril 1992, elle fut nommée ministre déléguée au Logement et au Cadre de vie auprès de Jean-Louis Bianco, ministre de l’Équipement, du Logement et des Transports, elle conserva ce poste jusqu’à la démission du gouvernement le 29 mars 1993.

#### Secrétaire d’État au Logement
Le 27 mars 2001, elle fut nommée secrétaire d'État au Logement dans le gouvernement de Lionel Jospin, déléguée auprès de Jean-Claude Gayssot, ministre de l’Équipement, des Transports et du Logement. Elle conserva son poste jusqu’à la démission du gouvernement le 6 mai 2002.

### Mandats nationaux

#### Députée de la7ecirconscriptionde l’Essonne
Marie-Noëlle Lienemann fut élue députée de la septième circonscription de l'Essonne lors de l’élection législative de 1988 pour la IXe législature. Elle conserva son siège jusqu’à sa nomination au gouvernement le 2 mai 1992.

#### Sénatrice de Paris
Marie-Noëlle Lienemann fut élue sénatrice de Paris lors de l’élection sénatoriale de 2011 et devint membre du groupe Socialiste, Apparentés et Groupe Europe Écologie Les Verts rattaché.
Elle est élue secrétaire du Sénat lors de la séance du 5 octobre 2011. Réélue sénatrice lors des élections sénatoriales de 2017, elle est élue vice-présidente du Sénat le 4 octobre 2017.
Le 16 octobre 2018, elle quitte le groupe socialiste et républicain et obtient son rattachement au groupe communiste, républicain, citoyen et écologiste (CRCE). Financièrement, elle se rattache d'abord à La France insoumise puis au Parti communiste français. Par la suite, elle démissionne de la vice-présidence de la Haute assemblée, qui prend effet à partir du 1er novembre 2018,.

### Fonctions partisanes
Au Parti socialiste, elle a été secrétaire nationale à l'environnement en 1983 puis chargée des entreprises en 2003. Elle est membre du bureau national du Parti socialiste de 1981 à son départ, en 2018, après avoir été membre pendant 47 ans.
Elle est coordinatrice nationale de la Gauche républicaine et socialiste (parti fondé par le rassemblement de militants du PS l'ayant quitté en octobre 2018 et du Mouvement républicain et citoyen) depuis février 2019.

### Mandats locaux

#### Conseillère régionale de Nord-Pas-de-Calais
Candidate lors des élections régionales de 2004 dans la région Nord-Pas-de-Calais sur la liste conduite par Daniel Percheron, elle fut nommée vice-présidente chargée de la formation professionnelle.

#### Conseillère générale du canton de Massy
Marie-Noëlle Lienemann fut élue conseillère générale du canton de Massy dans l’Essonne le 25 mars 1979, à la suite du redécoupage territorial intervenu en 1985 et créant le canton de Massy-Ouest, elle conserva son poste jusqu’aux élections cantonales de 1988.

#### Maire d’Athis-Mons
Lors des élections municipales de 1989, Marie-Noëlle fut élue maire d’Athis-Mons, elle conserva son siège jusqu’au 25 mars 2001 et son départ pour le gouvernement.

#### Adjointe au Maire d’Hénin-Beaumont
Marie-Noëlle Lienemann fut élue au conseil municipal d’Hénin-Beaumont lors des élections municipales de 2008 en seconde place sur la liste conduite par Gérard Dalongeville, devint première adjointe, fut évincée de ce poste dès le 6 avril 2009 et démissionna de son siège avec un tiers du conseil municipal le 26 mai 2009,.

#### Adjointe au Maire de Massy
Marie-Noëlle Lienemann fut élue adjointe au Maire de Massy lors des élections municipales de 1977 sur la liste du député-maire Claude Germon, réélue lors des élections de 1983, elle eut pour collègue adjoint Jean-Luc Mélenchon avant de quitter ce siège, ne se représentant pas pour les élections de 1989.

### Autres mandats
En 1996, elle devint vice-présidente de l’association des maires de France.
Elle préside depuis 2003 la Fédération nationale des sociétés coopératives d'HLM (FNSCHLM).
Elle fut membre en 2004 de l’Observatoire national du service public de l’électricité et du gaz, de 2005 à 2008 du conseil national de la formation professionnelle tout au long de la vie,, elle est membre du conseil national de l’habitat, qu’elle présida à partir de 1998.
De 2009 à 2011, elle est membre du Conseil économique, social et environnemental dans le collège de la coopération où elle représente la Fédération nationale des sociétés coopératives HLM (FNSCHLM).

## Ouvrages
Marie-Noëlle Lienemann a écrit ou coécrit plusieurs ouvrages, rapports et essais politiques dont :
- Pour réussir à gauche, sous le pseudonyme Les Gracques, en collaboration avec Alain Richard et Jean-Pierre Worms, éditions Syros, 1983  (ISBN 2867380049) ;
- La Fracture, éditions Gallimard, 1991  (ISBN 9782070723300) ;
- Les Cannibales de l’État, éditions Ramsay, 1993  (ISBN 2840410087) ;
- Lettre ouverte au futur président de la République sociale, éditions Ramsay, 1994 (ISBN 9782841140640) ;
- Madame le maire, éditions Ramsay, 1997  (ISBN 9782841142750) ;
- Pour une nouvelle politique d’aide aux victimes, éditions de la Documentation française, 1999  (ISBN 9782110042866) ;
- Sept jours dans la vie d’Attika, en collaboration avec Jean-Luc Mélenchon, Julien Dray, Harlem Désir et Gérard Filoche, éditions Ramsay, 2000  (ISBN 9782841145089) ;
- Ma part d’inventaire, entretiens avec Frédéric Haziza, éditions Ramsay, 2002  (ISBN 9782841145508) ;
- La route est droite, mais la pente est forte ! Un an déjà, éditions Ramsay, 2003  (ISBN 9782841146543) ;
- Non… et après, éditions Jean-Claude Gawsewitch, 2005  (ISBN 9782350130385) ;
- Le Scandale du logement. En finir avec l’indignité de la République, éditions Jean-Claude Gawsewitch, 2005  (ISBN 9782350130316) ;
- L’air du temps ou le temps de la gauche, en collaboration avec Alain Vidalies, éditions Pharos, 2006  (ISBN 9782756900827) ;
- Au revoir, Royal, en collaboration avec Philippe Cohen, éditions Perrin, 2007  (ISBN 9782262027520) ;
- 18 mois chrono. Une cohabitation du troisième type, avec Paul Quilès et Renaud Chenu, Jean-Claude Gawsewitch Éditeur, 2010  (ISBN 978-2350132471) ;
- Merci pour ce changement, mars 2016  (ISBN 978-2354174873).